# Juliane Döll
Pour les articles homonymes, voir Doll.
Juliane Döll est une biathlète allemande, née le 8 juillet 1986 à Schmalkalden.

## Biographie
Au niveau international, elle apparaît pour la première fois en 2006. Aux Championnats du monde junior 2007, elle récolte la médaille d'or au relais et celle de bronze à la poursuite.
Lors de la saison 2007-2008, elle est appelée pour la première fois en Coupe du monde après de bons résultats en Coupe d'Europe.
Dès la saison suivante, elle obtient plusieurs résultats dans les vingt premières dont deux 14e places. Elle remporte aussi une médaille d'or aux Championnats d'Europe sur l'individuel.
En 2009-2010, elle réalise son meilleur classement en Coupe du monde avec une 40e place finale et une 12e place sur une épreuve individuelle (individuel d' Östersund) comme performance de pointe.
Finalement, son principal fait d'armes est le succès aux Championnats d'Europe 2011, où elle rafle les trois titres individuels (individuel, sprint et poursuite).
Elle arrête sa carrière sportive au début de l'année 2013. Döll est policière en dehors du biathlon.

## Palmarès

### Coupe du monde
- Meilleur classement général : 40e en 2010.
- Meilleur résultat individuel : 12e.

#### Classement annuel en Coupe du monde
| Année     | Classement général final |
| 2007-2008 | 75e                      |
| 2008-2009 | 46e                      |
| 2009-2010 | 40e                      |
| 2010-2011 | 60e                      |

### Championnats d'Europe
- Médaille d'or de l'individuel en 2009.
- Médaille d'or du relais en 2010.
- Médaille d'or du sprint, de la poursuite et de l'individuel en 2011.
- Médaille d'argent du relais en 2008.
- Médaille d'argent de l'individuel en 2012.
- Médaille de bronze du relais en 2009 et 2012.

### Championnats du monde junior
- Médaille d'or du relais en 2007.
- Médaille de bronze de la poursuite en 2007.

### Championnats du monde de biathlon d'été
- Médaille de bronze du sprint en 2009.

### IBU Cup
- Gagnante du classement général en 2008.
- 17 podiums individuels, dont 6 victoires.